# Grzegorz Błaszczyk
Grzegorz Błaszczyk (Poznań, 19 settembre 1953) è uno storico polacco professore all'università Adam Mickiewicz di Poznań.
Si è laureato alluniversità Adam Mickiewicz di Poznań nel 1977 e ha ricevuto il Ph.D. dalla stessa università nel 1983. Nel 1999 Błaszczyk è diventato professore presso la stessa struttura.
È esperto nella storia del Granducato di Lituania ed è autore di 11 libri e più di 100 altre pubblicazioni.

## Opere
- Żmudź w XVII i XVIII wieku: zaludnienie i struktura społeczna (Poznań 1985).
- Diecezja żmudzka od XV do początku XVII w.: uposażenie (Poznań 1992).
- Litwa współczesna (Warszawa 1992).
- Diecezja Żmudzka od XV do początku XVII wieku: ustrój (Poznań 1993).
- Burza koronacyjna : dramatyczny fragment stosunków polsko-litewskich w XV wieku (Poznań 1998).
- Dzieje stosunków polsko-litewskich od czasów najdawniejszych do współczesności (Poznań 1998).
- History, culture and language of Lithuania: proceedings of the international Lithuanian conference (Poznań 2000).
- Litwa na przełomie średniowiecza i nowożytności 1492-1569 (Poznań 2002).
- Chrzest Litwy (Poznań 2006).
- Geografia historyczna Wielkiego Księstwa Litewskiego: stan i perspektywy badań (Poznań 2007).
- Dzieje stosunków polsko-litewskich (Poznań 2007).